# Antoni Pladevall i Arumí
Antoni Pladevall i Arumí (Taradell, 31 de juliol de 1961) és un escriptor i professor català.

## Biografia
Doctor en filologia clàssica i professor de llatí i grec, es va presentar com a escriptor amb el poemari «Les noies de l'hoste» inclòs en el llibre col·lectiu 6 poetes 83. Escriu en diferents publicacions periòdiques, entre les quals destaca Ausa, el butlletí del Patronat d'Estudis Osonencs, de la qual fou director entre 1990 i 1994.
Com a escriptor ha publicat l'assaig La il·lustració a Vic. Les aportacions de Francesc de Veyan i Mola i Llucià Gallissà i Costa (2000), el dietari La mentida original (2000), les proses breus Quadern de Can Garbells (2002) i les novel·les La lliça bruta (2001) i Massey Ferguson 35 (2003). Ara bé, l'èxit de crítica i públic li va arribar amb la novel·la Terres de lloguer, Premi Pin i Soler de narrativa 2005. També ha guanyat el premi Joaquim Amat-Piniella (2007) amb Terres de Lloguer, el premi Carlemany de novel·la (2008) amb La papallona negra i el Premi Prudenci Bertrana (2014) amb El dia que vaig fer vuit anys. L'any 2020 publicà la seva darrera novel·la, titulada La clau anglesa.